# آملوبلاستوما
آملوبلاستوما (به انگلیسی: Ameloblastoma)، یک تومور نادر و خوش‌خیم بافت پوششی ادنتوژنیک است. شیوع آن در فک پایین بیشتر از فک بالا است. در سال ۱۸۲۷ توسط کوزاک شناسایی شد. این نوع نئوپلاسم ادنتوژنیک در سال ۱۸۸۵ توسط پزشک فرانسوی، لوییز - چارلز مالاسز به عنوان یک آدامانتینوما تعیین شد.
سرانجام در سال ۱۹۳۰، ایوی و چرچیل، آن را آملوبلاستوما نامگذاری کردند.
درحالیکه این تومور به ندرت بدخیم و متاستاتیک می‌شوند و به آرامی رشد می‌کنند، ولی این ضایعات می‌توانند ناهنجاری فک و صورت ایجاد کنند. به دلیل اینکه سلول‌های غیرطبیعی در اثر رشد می‌توانند به راحتی ارتشاح پیدا کنند و بافت استخوانی را تخریب کنند، جراحی گسترده، جهت برداشت این ضایعه مورد نیاز است.

## زیرگروه‌ها
آملوبلاستوما ۳ زیرگروه بالینی اصلی دارد: تک کیستی (unicystic)، توپر یا شایع (multicystic)، محیطی (peripheral).
نوع محیطی تنها ۲% آملوبلاستوماها را شامل می‌شود. درمیان تمام املوبلاستوماهایی که جوانان را درگیر می‌کند، نوع تک کیسیتی ۶% است. نوع توپر، شایع‌ترین نوع آملوبلاستوما است.

## ویژگی‌های بالینی
آملوبلاستوما عمدتا با دندان نهفته در ارتباط است. علائم این بیماری شامل تورم بدون درد، بدشکلی صورت (در موارد شدید)، درد (درصورتی که تورم فاحش، ساختارهای دیگر را تحت تأثیر قرار دهد)، لقی دندان‌ها، زخم، بیمارهای لثه و پریودنتال. این ضایعه در فک بالا یا پایین رخ می‌دهد، گرچه، ۷۵% در راموس مندیبل اتفاق می‌افتد و باعث بروز ناهنجاری‌های عجیب و غریب در فک بالا یا پایین می‌گردد. در صورتی که در فک بالا رخ بدهد، می‌تواند به سینوس ماگزیلا و کف بینی پیشروی کند. این ضایعه تمایل به گسترش در قشر استخوانی دارد زیرا رشد آهسته این تومور، باعث می‌شود که ضریع استخوان به صورت بسیاز نازک دربیاید و استخوان با لمس، ترک بخورد. به این پدیده، "ترک پوست تخم مرغی" یا کرپیتوس می‌گویند که یک پدیده تشخیصی مهم است. آملوبلاستوما توسط رادیوگرافی تشخیص داده می‌شود و با آزمایش بافت شناسی، تشخیص آن به قطعیت می‌رسد.
رادیوگرافی به صورت لوسنسی در استخوان با اندازه‌های متفاوت  گاهی به صورت تک حفره‌ای ولی بیشتر به صورت چند حفره‌ای با نمای"کف صابونی" دیده می‌شود.
تحلیل ریشه نیز امکان دارد دیده شود که فقط مربوط به آملوبلاستوما نیست. آملوبلاستوما اغلب با دندان عقل نهفته در استخوان مرتبط است. این پدیده یکی از دلایلی است که دندانپزشک‌ها تمایل به کشیدن دندان عقل دارند.

## انواع
دارای ۶ نوع از نظر میکروسکوپی است: فولیکولار، پلکسی فرم، آکانتوماتوز، دسموپلاستیک، بازال سل، گرانولار سل.
نوع آکانتوماتوز بسیار نادر است.
یک سوم آملوبلاستوماها پلکسی فرم هستند. یک سوم فولیکولار.
دسموپلاستیک در ۹% آملوبلاستوماها رخ می‌دهد.

## درمان
درحالیکه شیمی‌درمانی و رادیوتراپی، کورتاژ و نیتروژن مایع در بعضی موارد آملوبلاستوما اثربخش بودند ولی برداشت ضایعه و انوکلیشن همچنان درمان قطعی است. طبق مطالعه‌ای که روی ۳۴۵ مریض انجام شده، شیمی درمانی و رادیوتراپی برای آملوبلاستوما منع شده بوده. بنابراین، جراحی، رایج‌ترین روش درمان آن است. بخاطر ماهیت تهاجمی آن، برداشت بافت سالم پیرامون ضایعه نیز انجام می‌شود. بعضی‌ها این ضایعه را به سرطان سلول سنگفرشی(S.C.C) ربط می‌دهند. برخلاف سرطان که به بافت‌های مجاور حمله می‌برد، آملوبلاستوما تمایل به پیشروی به بافت‌های مجاور استخوان فک از طریق فضای مغزی دارد. بنابراین حاشیه‌های سالم را نیز به‌طور گسترده جراحی می‌کنند. بیشتر جراحی‌های آن نیاز به برداشت کل یک قسمت از فک دارد.
در بسیازی از موارد آملوبلاستوما، رادیوتراپی بی تأثیر بوده.همچنین سارکوم نیز به عنوان یک عارضه پس از رادیوتراپی آملوبلاستوما گزارش شده. البته در این مورد بحث‌های بسیاز وجود دارد
و دربعضی موارد، رادیوتراپی بیشتر از آن چیزی که تصور می‌شد، توانست آملوبلاست را تحت تأثیر قرار دهد.
شیمی‌درمانی هم اغلب بی تأثیر است.
برای تقریباً تمام آملوبلاستوماها جراحی بکار می‌رود و در بعضی موارد (بدخیمی، ناتوانی در حذف کامل ضایعه، عود دوباره، آسیب‌های زیبایی) رادیوتراپی نیز استفاده می‌شود.

## عود
عود پدیده شایعی در آملوبلاستوما است، اگرچه، ریسک عود در مواردی که رزکشن (برداشت ضایعه همراه استخوان اطراف) کمتر از انوکلیشن (برداشت ضایعه) و کورتاژ است.
نوع فولیکولار درصد عود بالاتری نیست به پلکسی فرم دارد و انواع تک حفره‌ای امکان عود کمتری نسبت به چندحفره‌ای دارند. برای کنترل آملوبلاستوما، پیگیری و مراجعه مکرر حداقل برای ۱۰ سال به دندانپزشک نیاز است.
پیگری ضروری است زیرا ۵۰% موارد، در ۵ سال اول پس از جراحی رخ می‌دهد. حتی در مواردی که رزکشن و برداشت استخوان نیز انجام شده، امکان عود وجود دارد ولی کم.
عود بیشتر از بافت نرم خصوصا بافت نرم مجاور ضریع آغاز می‌شود.
عود حتی پس از ۳۶ سال گزارش شده.
برای اینکه احتمال عود کاهش یابد، جراحی بسیاز دقیق همراه با برداشت ضایعه، استخوان و بافت نرم اطراف نیاز است.